# Teknologisk innovation
Teknologisk innovation är ett innovationsbegrepp. Även om innovation är ett ganska väldefinierat koncept, har det en bred betydelse för många människor, och särskilt för många inom den akademiska och affärsmässiga världen.
Innovation avser att lägga till extra steg för att utveckla nya tjänster och produkter på marknaden eller hos allmänheten som uppfyller oadresserade behov eller löser problem som inte fanns tidigare. Teknologisk innovation fokuserar dock på de tekniska aspekterna av en produkt eller tjänst snarare än att täcka hela organisationens affärsmodell. Det är viktigt att förtydliga att innovation inte bara drivs av teknologi, utan även kan drivas av olika andra faktorer, inklusive marknadsefterfrågan, sociala och miljömässiga faktorer samt processförbättringar.

## Definition
Teknologisk innovation är den process där en organisation (eller en grupp människor som arbetar utanför en strukturerad organisation) ger sig ut på en resa där teknikens betydelse som innovationskälla har identifierats som en kritisk framgångsfaktor för ökad konkurrenskraft på marknaden. Formuleringen "teknisk innovation" är att föredra framför "teknisk innovation". "Teknisk innovation" ger en känsla av att arbeta med teknologi för teknologins skull. "Teknologisk innovation" återspeglar bättre affärsövervägandet att förbättra affärsvärdet genom att arbeta med tekniska aspekter av produkten eller tjänsten. Dessa framsteg skulle visa förbättringar för de företag som anpassar sig till den nya tekniken. Dessutom finns det i en stor majoritet av produkter och tjänster inte en enda unik teknik i systemets hjärta. Det är kombinationen, integrationen och interaktionen mellan olika tekniker som gör produkten eller tjänsten framgångsrik.

## Process
Om processen för teknisk innovation formaliseras (vanligtvis inom en organisation: ett företag, en offentlig organisation, en tankesmedja, ett universitet etc.) kan den kallas teknisk innovationsledning (eller Technology Innovation Management - TIM). "Ledningsaspekten" hänvisar till de input, output och begränsningar som en "chef" eller ett team av "chefer" ansvarar för att styra processen för teknisk innovation på ett sätt som överensstämmer med företagets strategi. I ett sammanhang där teknisk innovation inte ska styras längs kända vägar inom organisationen är formuleringen och begreppet tekniskt innovationsledarskap att föredra. Vid många tillfällen, särskilt i nystartade företag och nya företag, sker teknisk innovation i ett okänt sammanhang. Gränserna och begränsningarna för tekniken i praktiken är inte exakt kända. Därför krävs det att ledare och inte chefer ger visionen och coachar teamet att utforska den okända delen av tekniken.

## Innovation i företag
Teknologisk innovation kommer att påverka aktiekurserna i företag. Detta kan bero på nya tekniska uppfinningar som gör det enklare att utföra jobb på marknaden. Investerare ser större avkastning på investeringar i företag med ny teknik tack vare innovationer som har förändrat marknaden. Även om företag som inte kan hålla jämna steg med förändringstakten och anpassa sig till disruptiv innovation ofta hamnar i en svår situation. När nya innovationer läggs till värde för företag kommer detta i sin tur att skapa en ökad vinst för företaget och därmed öka aktiekurserna för företaget.
Aktiemarknaden är ett sätt för företag att skaffa pengar till sin produktion eller verksamhet genom att sälja aktier i företaget. Med nyinsamlade medel kan företag investera pengarna i nya framsteg som kommer att ge mer vinst i framtiden.
Även om företag ofta anammar tekniska innovationer, väljer vissa att inte göra det, vilket leder till stora klyftor mellan vad som är det nya "normala" och vad som brukade vara "gammaldags". Innovationer gynnar företag men gör att de som inte anpassar sig till dem blir förbipasserade. Företag som inte reagerar på olika marknadsförändringar från innovation tenderar att missa möjligheter som i slutändan skulle kunna ruinera ett företag.

## Följdsats
Teknologisk innovation:
- är en kontinuerlig process, inom ett internt eller externt företag, som bygger ut för att skapa värde genom innovation;
- börjar med idéutvecklingsprocessen och slutar med kommersialiseringen av en gångbar produkt eller tjänst, som svar på ett bevisat marknadsbehov;
- är en vägledning för riskkapitalbolagets ledning för att besluta vilka teknologiska inriktningar som ska tas, baserat på portföljhantering och genomförandeövervakning;
- drivs av entreprenöriell/intraprenöriell anda, stödd av intern/extern finansiering
- främjar samarbete, perspektiv och resurser för att ge bränsle åt kreativitet, problemlösning och banbrytande upptäckter.
- Det gör det möjligt för företag att investera ytterligare i sig själva, vilket leder till tillväxt.
- drivs inte enbart av tekniska framsteg utan också av samspelet mellan ekonomiska, politiska, miljömässiga och etiska överväganden.
- medför förändringar i det sociala och politiska livet som ett resultat. Påven Franciskus frågar i sitt encyklika 2015, Laudato si'

Hur kan ett samhälle planera och skydda sin framtid mitt i en ständig utveckling av teknologiska innovationer?
Hans svar är att lagar måste reglera innovation och sociala relationer på nationell och lokal nivå: "enskilda stater kan inte längre ignorera sitt ansvar för planering, samordning, tillsyn och verkställighet inom sina respektive gränser." ... En auktoritativ källa för tillsyn och samordning är lagen, som fastställer regler för tillåtet beteende mot bakgrund av det gemensamma bästa.